# Contraconus
Contraconus is een geslacht van uitgestorven weekdieren uit de klasse van de Gastropoda (slakken).

## Soort
- Contraconus tryoni (Heilprin, 1887) †